# تان دین
تان دین (به لاتین: Tân Dĩnh) یک منطقهٔ مسکونی در ویتنام است که در استان باک گیانگ واقع شده‌است.